# Néstor Isidro Pérez Salas
 Néstor Isidro Pérez Salas (Tijuana, Baja California, 9 de marzo de 1992) conocido como El Nini o El 09, es un exnarcotraficante mexicano que se desempeñó como jefe de seguridad de Los Chapitos, facción del Cártel de Sinaloa liderada por los hijos de Joaquín "El Chapo" Guzmán Loera.

## Carrera criminal
En 2012 Pérez Salas se unió al Cártel de Sinaloa intentando encajar como sicario en la facción de 'Los Dámasos', sin embargo, tiempo después terminó trabajando para Óscar Noé Medina González 'El Panu', líder de alto rango de la facción de Los Chapitos.
En enero de 2016, trás la captura de Joaquín "El Chapo" Guzmán Loera, el liderazgo recayó en su hijo mayor Iván Archivaldo Guzmán Salazar por lo que este decidió colocar a Salas como su jefe de seguridad. De este modo nacieron Los Ninis, el brazo armado y ejecutor de Los Chapitos.
A Salas se le atribuye el haber orquestado el Culiacanazo, nombre con el que se conoce la fallida operación de captura contra Ovidio Guzmán López, hijo de Joaquín El Chapo Guzmán y líder de Los Chapitos, ocurrida el 17 de octubre de 2019 en Culiacán. Ovidio sería recapturado posteriormente el 5 de enero de 2023 en la localidad de Jesús María, Culiacán, lo que desataría un Segundo Culiacanazo, sin embargo, en esta ocasión fue diferente dado que representaría una derrota para los sicarios de El Nini a diferencia del primer altercado.
Ambos eventos elevaron considerablemente la popularidad y posición de Néstor Isidro dentro del cártel, a tal grado que el 4 de abril de 2023 fue presentada una acusación formal en su contra en la Corte de Distrito Sur de Nueva York por su participación en el tráfico de fentanilo y por liderar una empresa criminal continua. Anteriormente, en febrero de 2021 ya se había emitido otra acusación en el Distrito de Columbia contra Pérez Salas por presunta importación de cocaína y metanfetamina, así como presuntas posesiones de armas y conspiración para obstruir la justicia mediante asesinatos.
Semanas antes de su captura, autoridades mexicanas relacionaron a "El Nini" con la Masacre de Tamazula ocurrida el 28 de octubre de 2023 cuando ocho personas, entre ellas un menor de edad, fueron privadas de su libertad en Culiacán y sus cuerpos fueron hallados sin vida en el poblado de Tamazula, Durango.

## Captura y extradición
El Nini fue detenido por parte de un operativo llevado a cabo por el Ejército Mexicano y la Guardia Nacional en un fraccionamiento al norte de Culiacán, Sinaloa, el 22 de noviembre de 2023 y trasladado al Centro Federal de Readaptación Social n.º 1.
El 25 de mayo de 2024, Pérez Salas fue extraditado a Estados Unidos para comparecer ante las autoridades de aquel país. Actualmente se encuentra encarcelado en el Centro de Detención Metropolitano de Brooklyn (MCD Brooklyn) misma cárcel dónde también se encuentran actualmente Ismael "El Mayo" Zambada y Genaro García Luna, a la espera de su juicio.